# Vescelia pieli
Vescelia pieli är en insektsart som först beskrevs av Lucien Chopard 1939.  Vescelia pieli ingår i släktet Vescelia och familjen syrsor.

## Underarter
Arten delas in i följande underarter:
- V. p. pieli
- V. p. ryukyuensis
- V. p. vieti